# NGC 5314
NGC 5314 este o galaxie spirală situată în constelația Ursa Mică. A fost descoperită în 8 aprilie 1886 de către Lewis A. Swift.